# Maija Manesa
Maija Manesa (kasachisch Майя Манеза; russisch Майя Манеза; * 1. November 1985 in Tokmok, Kirgisische SSR, UdSSR) ist eine kasachische Gewichtheberin dunganischer Herkunft. Sie wurde 2009 Weltmeisterin im Zweikampf in der Gewichtsklasse bis 63 kg Körpergewicht.

## Werdegang
Maija Manesa wurde in Kirgisistan geboren und lebte viele Jahre in Peking (China). 2007 siedelte sie gemeinsam mit Sülfija Tschinschanlo nach Kasachstan über und erwarb dort die Staatsbürgerschaft.
Der erste Wettkampf, an dem sie nachweislich teilgenommen hat, waren die Asien-Meisterschaften in Taldyqorghan/Kasachstan. Sie belegte dort mit einer Leistung von 229 kg (98–131) im Zweikampf den dritten Platz hinter Liu Xia aus China, 231 kg und O Jong Ae, Nordkorea, 229 kg. Umso überraschender kommt dann ihr Sieg bei der Weltmeisterschaft 2009 in Goyang/Südkorea. Sie lag dort nach dem Reißen mit einer Leistung von 105 kg an dritter Stelle, überholte aber die vor ihr liegenden Athletinnen Swetlana Zarukajewa, Russland und Sibel Şimşek, Türkei, durch eine hervorragende Leistung im Stoßen, wo sie 141 kg erzielte, damit 246 kg im Zweikampf erreichte und Zarukajewa, die ebenfalls 246 kg erzielte, aber etwas schwerer war als Maija Manesa und Sibel Şimşek, die auf 243 kg kam, schlug.
2010 siegte Maija Manesa bei den Asienspielen in Guangzhou in der Gewichtsklasse bis 63 kg mit 241 kg (106–135) im Zweikampf und im gleichen Jahr wurde sie in Antalya in der gleichen Gewichtsklasse erneut Weltmeisterin mit 248 kg (104–143) vor Sibel Simsek aus der Türkei, die im Zweikampf auf 241 kg (111–130) kam. Ausschlaggebend für diesen Sieg war wieder ihre hervorragende Leistung im Stoßen, wo sie 143 kg erzielte und auch Weltmeisterin in dieser Einzeldisziplin wurde.
Eine Niederlage musste Maija Manesa dann bei der Weltmeisterschaft 2011 in Paris hinnehmen. Sie erzielte dort mit 248 kg (109–139) zwar eine persönliche Bestleistung, unterlag aber trotzdem gegen die sich in diesem Wettkampf auf 255 kg (117–138) steigernde Swetlana Zarukajewa.

## Doping
Im Juni 2016 wurde bekannt, dass Manesa, die bei den Olympischen Spielen von 2012 in London auf den ersten Platz gekommen war, Dopingmittel genommen hatte. Ihr wurde die Goldmedaille aberkannt.
Im August 2016 folgte eine weitere Enthüllung. Auch zu den Olympischen Spielen von 2008 in Peking, bei denen die Sportlerin aber nicht aktiv in Erscheinung trat, war sie gedopt gewesen. Festgestellt wurde Stanozolol.

## Internationale Erfolge
| Jahr | Platz | Wettbewerb                                       | Gewichtsklasse | |
| 2009 | 3.    | Asien-Meisterschaften in Taldyqorghan/Kasachstan | bis 63 kg KG   | mit 229 kg (98–131), hinter Liu Xia, China, 231 kg (101–130) u. O Jong Ae, Nordkorea, 229 kg (97–132)               |
| 2009 | 1.    | WM in Goyang/Südkorea                            | bis 63 kg KG   | mit 246 kg (105–141), vor Swetlana Zarukajewa, Russland, 246 kg (111–135) u. Sibel Şimşek, Türkei, 243 kg (108–135) |
| 2010 | 1.    | Asienspiele in Guangzhou                         | bis 63 kg      | mit 241 kg (106–135) vor Kisoo Kyung, Südkorea, 240 kg (107–133) und Chen Aichan, China, 233 kg (108–125)           |
| 2010 | 1.    | WM in Antalya                                    | bis 63 kg      | mit 248 kg (105–143) vor Sibel Simsek, Türkei, 241 kg (11–130) und Ouyang Xiaofang, China, 241 kg (112–129)         |
| 2011 | 2.    | WM in Paris                                      | bis 63 kg      | mit 248 kg (109–139) hinter Swetlana Zarukajewa, 255 kg (117–138), vor Ouyang Xiaofang, 246 kg (113–133)            |

## WM-Einzelmedaillen
- WM-Goldmedaillen: 2009/Stoßen, 2010/Stoßen, 2011/Stoßen
- WM-Bronzemedaillen: 2011/Reißen

## Erläuterungen
- alle Wettkämpfe im Zweikampf, bestehend aus Reißen und Stoßen,
- WM = Weltmeisterschaft,
- KG = Körpergewicht